# Parti national paysan (Serbie)
Pour les articles homonymes, voir Parti national paysan.
Le Parti national paysan (en serbe cyrillique : Народна сељачка странка ; en serbe latin : Narodna seljačka stranka ; en abrégé : NSS) est un parti politique serbe. Fondé en 1990, il a eu comme premier président Dragan Veselinov. Depuis 2002, il est dirigé par Marijan Rističević. Il a son siège à Inđija, dans la province de Voïvodine.

## Activités électorales
En 1990, le Parti national paysan obtient un siège à l'Assemblée nationale. En 1992, il entre dans la coalition de l'Alliance civique de Serbie, mais n'obtient pas de mandat.
En 2002, Marijan Rističević prend la tête du parti et, aux élections de 2003, il fait partie de la coalition « Pour l'union nationale » (Za narodno jedinstvo). Il se présente à l'élection présidentielle serbe de 2004, où il obtient 10 198 voix, soit 0,33 % des suffrages.
Aux élections législatives de 2007, le parti constitue une liste commune avec le Mouvement serbe du renouveau (SPO) de Vuk Drašković, un mouvement royaliste, mais, avec 3,33 % des voix, la coalition ne remporte aucun siège.
Rističević, soutenu par le Parti paysan unifié, se présente une nouvelle fois à l'élection présidentielle de 2008 ; il y obtient 18 500 voix, soit 0,45 % des suffrages.
Lors des élections législatives serbes de 2012, le Parti national paysan participe à la coalition Donnons de l'élan à la Serbie, emmenée par Tomislav Nikolić, qui était alors président du Parti progressiste serbe (SNS). Le président du parti, Marijan Rističević, est élu député à l'Assemblée nationale de la République de Serbie et devient membre du groupe parlementaire du SNS.